# 天堂日落 (电影)
《天堂日落》（英語：Sunrise in Heaven）是一部2019年4月9日上映，改编自美国作家简·赫斯特自传小说的美国爱情片。由凯丽·考恩、特拉维斯·伯恩斯领衔主演。电影预告于2019年2月6日发布。主体拍摄于2018年6月25日在美国加利福尼亚州洛杉矶进行，并于2018年7月10日完成。

## 内容
讲述好战父亲过度保护女儿简以免她爱上同为空军的年轻士兵史蒂夫的故事。

## 演员阵容
- 凯丽·考恩 饰演 简（Jan）
  - 邦妮·伯勒斯（Bonnie Burroughs） 饰演 简（成年）
- 特拉维斯·伯恩斯 饰演 史蒂夫（Steve）
  - 兰迪·克劳德（Randy Crowder） 饰演 史蒂夫（成年）
- 科宾·本森 饰演 吉姆（Jim）
- 迪·华莱士（英语：Dee Wallace） 饰演
- 艾琳·贝西亚（英语：Erin Bethea） 饰演
- 詹·戈特宗（英语：Jenn Gotzon） 饰演
- 康纳·麦克雷斯（Connor McRaith） 饰演
- 艾塔娜·里纳布（Aitana Rinab） 饰演 朱莉（Julie）